# Wapen van Nieuwleusen

Het wapen van Nieuwleusen per 1899, sinds 2002 dorpswapen

Het wapen van Nieuwleusen per 1954

De Overijsselse gemeente Nieuwleusen heeft in haar bestaan twee gemeentewapens gehad. Het eerste wapen van Nieuwleusen werd op 18 januari 1899 per Koninklijk Besluit door de Hoge Raad van Adel toegekend. Het tweede werd per 14 september 1954 toegekend. Vanaf 2001 is dit wapen niet langer als gemeentewapen in gebruik omdat de gemeente Nieuwleusen opging in de gemeenten Dalfsen en Zwolle.
Op 24 juni 2002 verleende de Gemeenteraad van Dalfsen toestemming om het oude gemeentewapen te gebruiken als dorpswapen van Nieuwleusen
In het nieuwe wapen van Dalfsen per 2002 werden de wapens van Dalfsen en Nieuwleusen gecombineerd tot een nieuw wapen.

## Blazoenering
De blazoenering van het eerste wapen per 18 januari 1899 luidt als volgt:
Doorsneden; I gedeeld; a in zilver een kruis van azuur; b geschaakt van zilver en azuur in vijf rijen, elke rij van vier vakken; Il in sabel twee schuingekruiste zeisen van zilver met stelen van goud.
De blazoenering van het tweede wapen per 14 september 1954 luidt als volgt:
Doorsneden; I gedeeld; a in zilver een kruis van azuur; b geschaakt van zilver en azuur in vijf rijen, elke rij van vier vakken; Il in sabel twee schuingekruiste zeisen van zilver met stelen van goud. Het schild gedekt met een gouden kroon van drie bladeren en twee paarlen.

## Verklaring

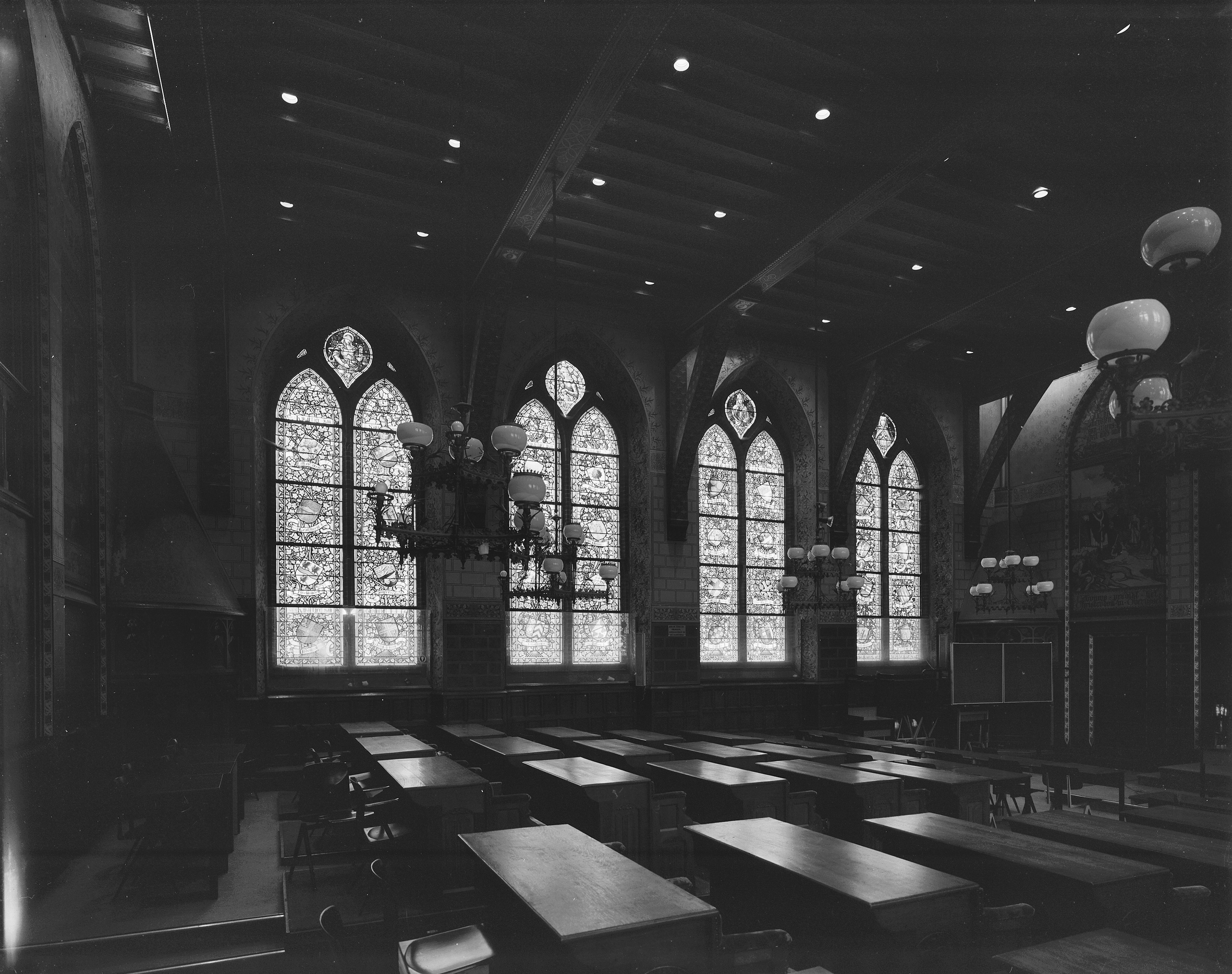
De glas in loodramen in het voormalige provinciehuis in Zwolle

De bouw van een nieuwe vergaderzaal voor de Staten van Overijssel eind 19e eeuw, waarin wapens van gemeenten opgenomen zouden worden in de ramen, leidde tot een aanvraag van een eigen wapen. In het wapen van Nieuwleusen zijn de wapens van Dalfsen en Zwollerkerspel gecombineerd. Het wapen van Dalfsen is ontleend aan het Kasteel Rechteren. Het wapen van Zwollerkerspel is afgeleid van het wapen van Zwolle. De onderste helft staat symbool voor de landbouw, destijds de belangrijkste bestaansbron.
Het tweede wapen is een voortzetting van het eerste wapen, vermeerderd met een gravenkroon.

## Verwante wapens

Wapen van Dalfsen van 1898
Wapen van Zwollerkerspel
Wapen van Zwolle van 1819
Wapen van Dalfsen per 2002
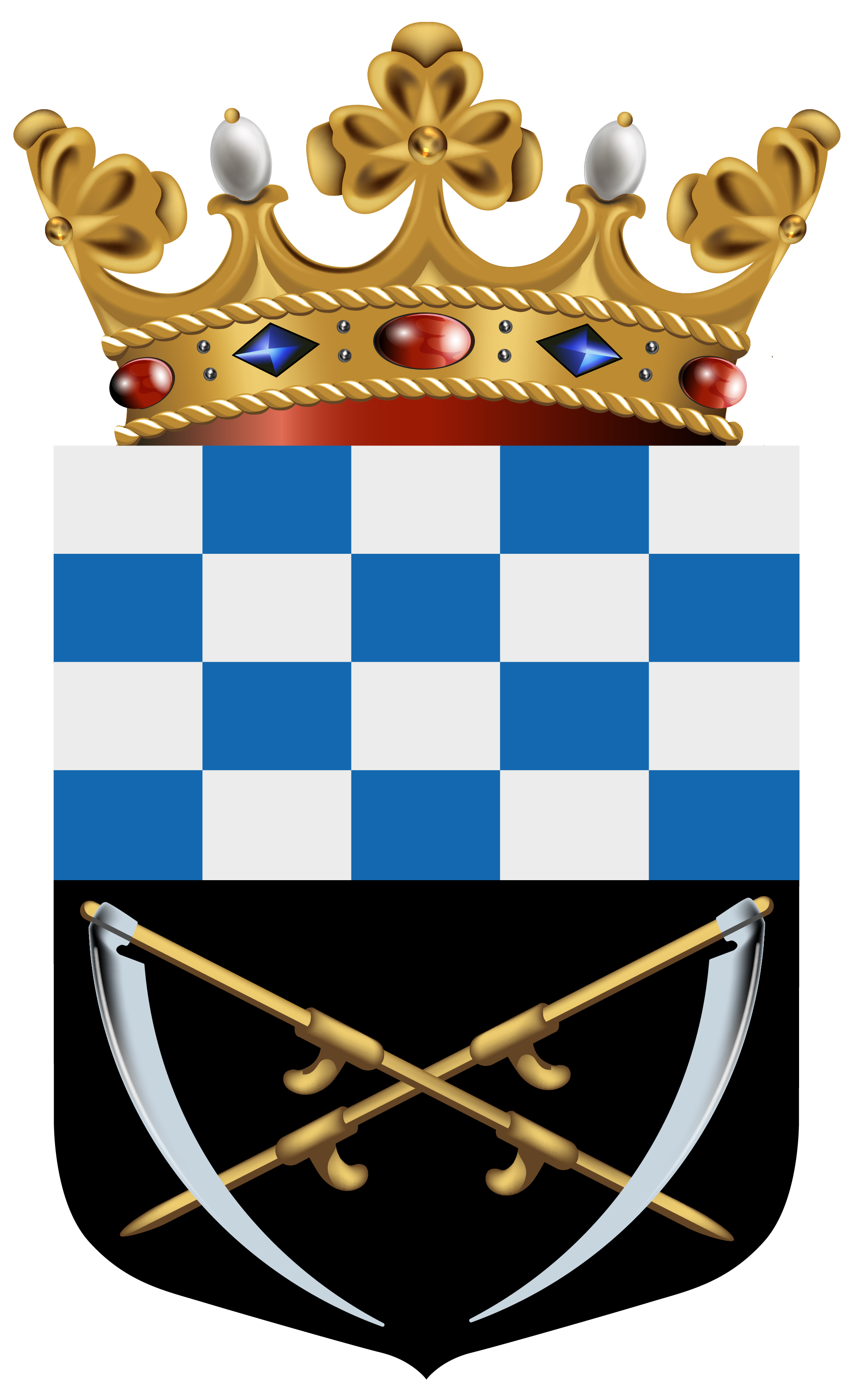
Wapen van Dalfsen per 2023